# Цвик, Андрей Степанович
Андрей Степанович Цвик (укр. Андрій Степанович Цвік; 9 февраля 1971, Коммунарск, СССР) — советский и украинский футболист, полузащитник. Всю карьеру играл в одном клубе «Сталь» (Алчевск).

## Карьера
Футболом начал заниматься в ДЮСШ Алчевска. В Высшей лиге Украины дебютировал 12 июля 2000 года киевскому ЦСКА. Первый гол в Высшей лиге Украины забил 30 июля 2000 года донецкому «Шахтёру». Свой 400-й матч в Первой лиге Украины сыграл в 2004 году, выступая против ахтырского «Нефтяника».

## Достижения
- Победитель Первой лиги Украины: 2004/05
- Серебряный призёр Первой лиги Украины: 1999/00
- Бронзовый призёр Первой лиги Украины: 1995/96
- Рекордсмен Первой лиги Украины[4].